# Кубок Європи з метань 2022
Кубок Європи з метань 2022 був проведений 12-13 березня в Лейрії на стадіонах «Магальяйнш Песоа» та Національного метального центру.
Рішення про проведення змагань в Лейрії на три сезони (2020—2022) було прийнято виконавчим комітетом Європейської легкоатлетичної асоціації 3 березня 2019. Оскільки через пандемічні обмеження Лейрія не змогла прийняти змагання 2020 року (вони були скасовані) та у сезоні-2021 (Кубок був проведений у хорватському Спліті), було прийняте рішення про перенесення проведення Кубків у Лейрії на сезони 2022—2024 років.
Програма змагань включала чотири метальні легкоатлетичні дисципліни (штовхання ядра, метання диска, метання молота, метання списа) серед чоловіків та жінок у абсолютній віковій категорії (дорослі) та серед молоді (U23).

## Індивідуальна першість

### Чоловіки
| Дисципліна     | Золото                     | Золото   | Срібло                    | Срібло   | Бронза                    | Бронза   |
| -------------- | -------------------------- | -------- | ------------------------- | -------- | ------------------------- | -------- |
| Дорослі        |                            |          |                           |          |                           |          |
| Штовхання ядра | Зейн Вейр Італія           | 21,99 CR | Нік Понціо Італія         | 21,83 PB | Маркус Томсен Норвегія    | 20,63    |
| Метання диска  | Крістьян Чех Словенія      | 66,11    | Данієль Штоль Швеція      | 65,95    | Сімон Петтерссон Швеція   | 63,80    |
| Метання молота | Бенце Халас Угорщина       | 76,69    | Хав'єр Сьєнфуегос Іспанія | 75,59 SB | Рагнар Карлссон Швеція    | 75,26    |
| Метання списа  | Александру Новак Румунія   | 80,49 SB | Патрікс Гайлумс Латвія    | 79,49    | Роберто Орландо Італія    | 78,19 SB |
| Молодь (U23)   |                            |          |                           |          |                           |          |
| Штовхання ядра | Альперен Караган Туреччина | 19,81    | Мухамет Рамадані Косово   | 18,60    | Маттейс Молс Нідерланди   | 18,56    |
| Метання диска  | Мартинес Алекна Литва      | 58,09    | Осман Куль Туреччина      | 55,61    | Рубен Рольвінк Нідерланди | 55,20    |
| Метання молота | Михайло Кохан Україна      | 74,59    | Мерлін Гуммель Німеччина  | 71,73    | Джорджіо Олів'єрі Італія  | 70,74    |
| Метання списа  | Теурайтераї Тупая Франція  | 77,21 SB | Леандру Рамуш Португалія  | 76,48    | Дьйордь Герцег Угорщина   | 74,87    |

### Жінки
| Дисципліна     | Золото                       | Золото      | Срібло                       | Срібло   | Бронза                         | Бронза   |
| -------------- | ---------------------------- | ----------- | ---------------------------- | -------- | ------------------------------ | -------- |
| Дорослі        |                              |             |                              |          |                                |          |
| Штовхання ядра | Оріоль Донгмо Португалія     | 19,68 WL    | Джессіка Схілдер Нідерланди  | 18,89 NR | Фанні Рос Швеція               | 18,64    |
| Метання диска  | Дейзі Осакуе Італія          | 61,56       | Ліза Брікс Педерсен Данія    | 61,23    | Ліліана Ка Португалія          | 60,74    |
| Метання молота | Александра Таверньє Франція  | 70,13       | Лаура Редондо Іспанія        | 69,72    | Сара Фантіні Італія            | 69,60    |
| Метання списа  | Ліна Музе Латвія             | 58,12       | Вікторія Гадсон Австрія      | 57,64    | Марія Вученович Сербія         | 57,26    |
| Молодь (U23)   |                              |             |                              |          |                                |          |
| Штовхання ядра | Пінар Акйоль Туреччина       | 16,30       | Аманда Нганду-Нтумба Франція | 15,93 SB | Юле Штоєр Німеччина            | 15,81 SB |
| Метання диска  | Аманда Нганду-Нтумба Франція | 55,38       | Аліда ван Дален Нідерланди   | 55,02 SB | Антонія Кінцель Німеччина      | 54,74    |
| Метання молота | Єва Рожанська Польща         | 67,24       | Шарлотт Пейн Велика Британія | 66,72    | Елізабет Рунарсдоттір Ісландія | 64,20    |
| Метання списа  | Адріана Вілагош Сербія       | 60,72 WU20L | Кая Петерсен Норвегія        | 58,44 PB | Юлія Валтанен Фінляндія        | 54,10    |

## Командна першість
Кожна країна могла виставити по 2 спортсмени у кожній дисципліні серед дорослих та по одному — серед молоді. В залік йшов кращий результат в кожній метальній дисципліні, після чого він переводився в очки за допомогою Міжнародної таблиці переводу результатів Світової легкої атлетики. За сумою отриманих очок визначались переможці та призери в командному заліку Кубка. У межах командного заліку медалі отримували всі атлети країни, яка посіла призове місце, за умови виконання таким атлетом всіх спроб (необов'язково успішних) у змаганнях.

### Чоловіки
| Категорія    | Золото | Золото    | Срібло                                                                        | Срібло | Бронза                                                                               | Бронза |
| ------------ | --- | --------- | ----------------------------------------------------------------------------- | ------ | ------------------------------------------------------------------------------------ | ------ |
| Дорослі      | Італія Зейн Вейр Наццарено ді Марко Сімоне Фаллоні Роберто Орландо Нік Понціо Джованні Фалочі Мауро Фрарессо | 4365 очок | Польща Якуб Шишковський Оскар Стачник Давід Пілат Давід Вегнер Роберт Урбанек | 4265   | Румунія Андрей Тоадер Алін Александру Фірфіріке Міхайта Андрей Міку Александру Новак | 4250   |
| Молодь (U23) | Німеччина Джоель Акуе Магнус Ціммерманн Мерлін Гуммель Ерік Франк                                            | 4042      | Італія Рікардо Феррара Енріко Саккомано Джорджіо Олів'єрі Мікеле Фіна         | 3974   | Туреччина Альперен Караган Осман Куль Галіль Їльмазер Мухаммет Зенгін                | 3869   |

### Жінки
| Категорія    | Золото                                                                          | Золото    | Срібло                                                                                               | Срібло | Бронза                                                                                        | Бронза |
| ------------ | ------------------------------------------------------------------------------- | --------- | --- | ------ | --------------------------------------------------------------------------------------------- | ------ |
| Дорослі      | Велика Британія Амелія Стріклер Керсті Ло Кеті Гед Ребека Волтон Джессіка Мейхо | 3982 очки | Італія Мартіна Карневале Дейзі Осакуе Сара Фантіні Кароліна Віска Стефані Струмілло Сесілія Дезідері | 3973   | Угорщина Аніта Мартон Дора Керекеш Река Дьюрац Аннабелла Богдан Віолетта Вейланд Ясмін Чатарі | 3878   |
| Молодь (U23) | Туреччина Пінар Акйоль Оздес Беджерек Дюнья Езгі Саян Езра Тюркмен              | 3744      | Італія Анна Муші Бенедетта Бенедетті Ракеле Морі Федеріка Боттер                                     | 3743   | Польща Зузанна Масляна Ніна Старух Єва Рожанська Габрієла Андруконіс                          | 3634   |

## Медальний залік
До медального заліку включені нагороди за підсумками індивідуальної та командної першостей.
| Місце               | Країна              | Золото | Срібло | Бронза | Загалом |
| ------------------- | ------------------- | ------ | ------ | ------ | ------- |
| 1                   | Італія              | 3      | 4      | 3      | 10      |
| 2                   | Туреччина           | 3      | 1      | 1      | 5       |
| 3                   | Франція             | 3      | 1      | 0      | 4       |
| 4                   | Німеччина           | 1      | 1      | 2      | 4       |
| 5                   | Польща              | 1      | 1      | 1      | 3       |
| 5                   | Португалія          | 1      | 1      | 1      | 3       |
| 7                   | Велика Британія     | 1      | 1      | 0      | 2       |
| 7                   | Латвія              | 1      | 1      | 0      | 2       |
| 9                   | Угорщина            | 1      | 0      | 2      | 3       |
| 10                  | Румунія             | 1      | 0      | 1      | 2       |
| 10                  | Сербія              | 1      | 0      | 1      | 2       |
| 12                  | Литва               | 1      | 0      | 0      | 1       |
| 12                  | Словенія            | 1      | 0      | 0      | 1       |
| 12                  | Україна             | 1      | 0      | 0      | 1       |
| 15                  | Нідерланди          | 0      | 2      | 2      | 4       |
| 16                  | Іспанія             | 0      | 2      | 0      | 2       |
| 17                  | Швеція              | 0      | 1      | 3      | 4       |
| 18                  | Норвегія            | 0      | 1      | 1      | 2       |
| 19                  | Австрія             | 0      | 1      | 0      | 1       |
| 19                  | Данія               | 0      | 1      | 0      | 1       |
| 19                  | Косово              | 0      | 1      | 0      | 1       |
| 22                  | Ісландія            | 0      | 0      | 1      | 1       |
| 22                  | Фінляндія           | 0      | 0      | 1      | 1       |
| Загалом (23 збірні) | Загалом (23 збірні) | 20     | 20     | 20     | 60      |

## Виступ українців
Незважаючи на вторгнення Росії в Україну та зумовлену ним неможливість сформувати повну команду на змагання, Федерація легкої атлетики України все ж таки змогла направити на Кубок збірну в складі шести легкоатлетів.
Михайло Кохан виграв змагання молотобойців у молодіжній віковій категорії (74,56 м).
Роман Кокошко за підсумками змагань у штовханні ядра серед дорослих фінішував четвертим з особистим рекордом (20,49 м).
Дар'я Гаркуша з результатом 51,19 м замкнула першу вісімку у змаганнях з метання диска серед молоді.
За підсумками змагань з метання молота серед жінок Ірина Климець посіла 13-те місце (66,28 м), а Альона Шуть – була 16-тою (64,43 м).
Олена Хамаза стала 11-ю у метанні молота серед молоді (58,59 м).